# Майстер Франке
Майстер Франке, брат Франке  (нім. Meister Francke) (бл. 1380 — активний до 1436) — нідерландсько-німецький живописець, представник м'якого стилю. 

## Життєпис
Імовірно, в роки учнівства був у Франції, де зазнав впливу франко-бургундської книжкової мініатюри. Близько 1410–1425 працював в Гамбурзі та Вестфалії, тому його прийнято було вважати німецьким художником. На цей момент встановлено, що він був ченцем-домініканцем, родом з Нідерландів. У творах яскраво проявилося прагнення до інтимного, побутового трактуванні релігійних сюжетів. 

## Нове відкриття
Майстер Франке довгий час був забутий. Лише 1899 року Антон Гаґедорн натрапив на його ім'я, коли шукав матеріали про придбаний Гамбурзькою картинною галереєю за рік до того Вівтар святого Хоми. Того ж року директор Гамбурзької картинної галереї Альфред Ліхтварк опублікував першу розвідку про цього художника. 1925 року у Гамбурзі пройшла перша виставка, присвячена майстрові Франке. 1929 року з'явилася ґрунтовна монографія про нього, яку написала Белла Мартенс. 
|  |  |  |

На честь майстра Франке у Гамбурзі названо вулицю Meister-Francke-Straße.

## Найвідоміші роботи
- «Вівтар св. Варвари», 1410—1415, Гельсінкі, Національний музей
- «Вівтар св. Хоми», бл . 1424, Гамбург, Гамбурзька картинна галерея